# لیودمیلا روگوژینا
لیودمیلا روگوژینا (انگلیسی: Lyudmila Rogozhina؛ زادهٔ ۲۷ مهٔ ۱۹۵۹) بازیکن بسکتبال اهل اتحاد جماهیر شوروی سوسیالیستی بود.